# Маса
Ма́са — основна фізична величина, яка вважається однією з фундаментальних характеристик матерії, що визначає її інерційні, енергетичні та гравітаційні властивості від макроскопічних об'єктів до атомів і елементарних частинок. У сучасній фізиці елементарних частинок, яка ґрунтується на квантовій теорії поля, вважається, що маса не є фундаментальною властивістю частинок матерії, а набувається шляхом взаємодії частинок зі спеціальним полем Хіггса.
Маса є скалярною величиною та зазвичай позначається латинською літерою m.

## Одиниці вимірювання маси
Одиницею вимірювання маси в системі SI є кілограм, скорочено позначається малими літерами кг, міжнародне позначення kg. За визначенням , прийнятим III Генеральною конференцією з мір і ваг (ГКМВ) у 1901 році, до 2018 року: «Один кілограм є одиницею маси, що дорівнює масі міжнародного прототипу кілограма». Однак це визначення є застарілим, оскільки за станом на 2021 рік всі основні одиниці системи SI визначаються через фізичні константи. 
Чинне визначення (2018 р.):
| кілограм визначається через сталу Планка h, яка точно дорівнює 6.62607015×10−34 Дж⋅с (Дж = кг⋅м2⋅с−2), та визначення метра і секунди. |

У системі СГС й Гаусовій системі у тому числі, маса вимірюється в грамах (1⁄1000 кілограма). В атомній фізиці заведено прирівнювати масу до атомної одиниці маси, у фізиці твердого тіла — до маси електрона, у фізиці елементарних частинок масу вимірюють в електронвольтах.
Крім цих одиниць, що використовуються в науці, існує велика різноманітність історичних одиниць маси, які зберегли свою окрему сферу використання: фунт, унція, карат, тонна тощо. В астрономії одиницею для порівняння мас небесних тіл слугує маса Сонця.
У деяких природних системах одиниць як одиницю маси використовують маси елементарних частинок: електрона чи протона. У системі одиниць Планка, що також належить до природних систем, одиницею маси є планківська маса.
Маси дуже дрібних частинок можуть бути визначені за допомогою величини, оберненої до комптонівської довжини хвилі: 1 см-1 ≈ 3.52×10−41 кг. Маса дуже великої зорі або чорної діри може ототожнюватись з її гравітаційним радіусом: 1 см ≈ 6.73×1024 кг.

## Історичний нарис
Слово маса (лат. massa, від дав.-гр. μαζα) на початках в античні часи означало шматок тіста. Згодом зміст слова розширився, і воно стало означати цільний, необроблений шматок довільної речовини; у цьому сенсі слово вживається, наприклад, у Овідія та Плінія.
Поняття маси як наукового терміна було введено у фізику Ньютоном, до цього дослідники оперували тільки поняттям ваги. У праці «Математичні начала натуральної філософії» Ньютон спочатку визначив «кількість матерії» у фізичному тілі як добуток його густини на об'єм. Далі він вказав, що в тому ж розумінні буде використовувати термін маса. Нарешті, Ньютон вводить поняття маси у закони фізики: спочатку у другий закон Ньютона (через кількість руху), а потім — у закон всесвітнього тяжіння, звідки відразу випливає, що вага пропорційна масі.
У ньютонівській механіці маса — величина додатна й адитивна, тобто маса m будь-якої системи матеріальних точок (наприклад, твердого тіла) дорівнює сумі мас {\displaystyle m_{i}} усіх n точок цієї системи:
{\displaystyle m=\sum _{i=1}^{n}m_{i}}.
Крім цього, в ньютонівській механіці вважається, що:
- маса тіла не залежить ні від стану його руху, ні від місцезнаходження тіла в просторі, ні від того, діють на нього інші тіла чи ні;
- справджується закон збереження маси: маса механічної системи не змінюється з часом, якщо не відбувається обмін речовиною між системою і зовнішніми тілами (зовнішнім середовищем).

Фактично Ньютон використовує тільки два розуміння маси: як міри інертності і джерела тяжіння. Тлумачення її як міри «кількості матерії» — не більш ніж наочна ілюстрація, і воно зазнало критики ще в XIX столітті як нефізичне та беззмістовне.
Тривалий час одним з головних законів природи вважався закон збереження маси. Однак у XX столітті з'ясувалося, що цей закон є окремим випадком закону збереження енергії, і в деяких ситуаціях (ядерні реакції, релятивістська механіка тощо) не виконується.

## Види маси
Існує дві різні величини, які мають спільну назву «маса»:
- Інертна маса характеризує здатність тіла чинити опір зміні стану його руху під дією сили. За умови, що сила однакова, об'єкт з меншою масою легше змінює стан руху ніж об'єкт з більшою масою. Інертна маса фігурує у спрощеній формі другого закону Ньютона, а також у формулі для визначення імпульсу тіла у класичній механіці.

- Гравітаційна маса характеризує інтенсивність взаємодії тіла з гравітаційним полем. Вона фігурує у Ньютонівському законі всесвітнього тяжіння.

Перша перевірка пропорційності двох видів маси була зроблена Галілеєм, який вивчав вільне падіння. Згідно з дослідами Галілея, усі тіла, незалежно від їх маси і матеріалу, падають з однаковим прискоренням. Зараз ці досліди можна трактувати так, що збільшення сили, що діє на масивніше тіло з боку гравітаційного поля Землі, повністю компенсується збільшенням його інертних властивостей. Пізніше на пропорційність інертної і гравітаційної мас звернув увагу Ньютон, він же вперше довів, що ця пропорційність витримується з точністю не меншою за 0,1 %.
Хоча інертна маса і гравітаційна маса є концептуально різними поняттями, всі відомі на сьогоднішній день експерименти свідчать, що ці маси пропорційні між собою. Пропорційність (умовно кажучи, «рівність мас») експериментально перевірено з дуже високою точністю: чутливість до відносної різниці у найкращому експерименті на 2009 рік має порядок 10−13. Такого роду експерименти привели до формулювання принципу еквівалентності сил інерції та гравітації:
Усі явища в гравітаційному полі відбуваються так само, як у відповідному полі сил інерції, якщо є однаковими напруженості цих полів та однакові початкові умови для тіл системи.
Це дозволяє побудувати систему одиниць так, щоб одиниця вимірювання мас була одна й та сама, і вони були рівні між собою. Практично всі системи одиниць побудовані за цим принципом.
У загальній теорії відносності інертна та гравітаційна маси вважаються повністю еквівалентними.

## Рівняння
Як міра інертності тіла, маса входить до другого закону Ньютона, записаного у спрощеному (для випадку сталої маси) вигляді
{\displaystyle m\mathbf {a} =\mathbf {F} },
де {\displaystyle \mathbf {a} } — прискорення, а {\displaystyle \mathbf {F} } — сила, що діє на тіло.
Маса входить також у квантові рівняння руху: рівняння Шредінгера, рівняння Дірака тощо.
Як величина, що визначає гравітаційну взаємодію тіл, маса входить до формулювання закону всесвітнього тяжіння
{\displaystyle \mathbf {F} _{12}=G{\frac {m_{1}m_{2}}{r^{3}}}\mathbf {r} },
де G — гравітаційна стала, {\displaystyle m_{1}} і {\displaystyle m_{2}} — маси двох тіл (матеріальних точок), що взаємодіють одне з одним, {\displaystyle \mathbf {F} _{12}} — сила, яка діє з боку другого тіла на перше, {\displaystyle \mathbf {r} } — вектор, проведений від першого тіла до другого. Це можна інтерпретувати таким чином, що маса {\displaystyle m_{2}} визначає величину гравітаційного поля, створеного другим тілом, а маса {\displaystyle m_{1}} силу, з якою це поле діє на перше тіло. Закон всесвітнього тяжіння є симетричним стосовно мас тіл. У наведеному вигляді його можна використовувати не тільки для матеріальних точок, але і для сферичних тіл, відстань між якими перевищує суму їхніх радіусів.

## Зв'язок із енергією
Маса є інваріантною величиною-скаляром — модулем 4-вектора енергії-імпульсу. Тобто, енергія та компоненти імпульсу як, відповідно, часова та просторові компоненти 4-вектора енергії-імпульсу змінюються через перетворення Лоренца при переході до іншої інерціальної системи відліку, а маса залишається сталою:
{\displaystyle {\frac {E^{2}}{c^{4}}}-{\frac {p^{2}}{c^{2}}}=m^{2}}.
Відповідно до цього, маса може бути еквівалентом лише енергії спокою.

## Закони збереження
У 18 столітті хімічні досліди встановили закон збереження маси при хімічних перетвореннях. Сумарна маса речовин, які вступають у хімічну реакцію, дорівнює сумарній масі речовин, що утворюються в результаті реакції. Однак у релятивістській фізиці закон збереження маси не діє.

## Маса елементарних частинок
Маса, точніше маса спокою, є важливою характеристикою елементарних частинок. Питання про те, якими причинами зумовлені ті значення маси частинок, які спостерігаються на досліді, є важливою проблемою фізики елементарних частинок. Так, наприклад, маса нейтрона дещо більша за масу протона, що зумовлено різницею у взаємодії кварків, із яких складаються ці частинки. Приблизна однаковість мас деяких частинок дозволяє об'єднувати їх у групи, трактуючи як різні стани одної загальної частинки із різними значеннями ізотопічного спіну.

## Узагальнення поняття маси
При малих значеннях імпульсу вільної частинки, тобто такої, на яку не діють жодні сили, енергія частинки визначається формулою
{\displaystyle E={\frac {p^{2}}{2m}}},
де p — імпульс частинки. Така залежність енергії від імпульсу називається параболічним законом дисперсії.
В багатьох випадках залежність енергії складнішої фізичної системи від маси має аналогічний квадратичний вид. Наприклад, така залежність властива для закону дисперсії енергетичних зон у твердому тілі. Для таких систем можна ввести аналогічну масі величину, яку називають ефективною масою.

## Інваріантна маса

Можливі 4-імпульси тіл з нульовою і додатною інваріантною масою. Вектори чотирьохімпульсу, що побудовані від точки перетину осей до будь-якої точки на зеленій гіперболі, мають одну і ту ж (додатню) довжину, тобто масу частинки, що несе цей чотирьохімпульс, та розрізняються енергією і 4-швидкістю частинки. Прискорення частинки зводиться до руху кінця 4-імпульсу по гіперболі. Вектори чотирьохімпульсу, що побудовані від точки перетину осей до будь-якої точки на синіх напівпрямих, мають нульову довжину і можуть відноситися лише до частинок нульової маси (наприклад, фотонів). Енергія цих частинок (з точністю до коефіцієнта c) дорівнює модулю їх 3-імпульсу.

Одне з узагальнень маси із класичної фізики; в сучасних працях по теорії відносності, ядерній фізиці, фізиці елементарних часток і т. і. звичайно просто «масою» і називається. Домінує точка зору, що терміни «маса спокою» та «релятивістська маса» є застарілими. ; перший мусить бути замінений на термін «маса», а другий взагалі має бути відкинутий, оскільки може привести до помилкових суджень.
В спеціальній теорії відносності фізична величина швидкість використовується як проміжна величина, котра входить в функцію Лагранжа. Проте в теоретичній фізиці використовується гамільтонова форма рівнянь руху, котра є найбільш прийнятна для використання в квантовій механіці та електродинаміці. В рамках підходу Ландау-Ліфшіца взаємозв'язок між швидкістю та імпульсом має вигляд:
{\displaystyle \mathbf {v} ={\frac {c^{2}\mathbf {p} }{E}}\ },
тоді як квадрат модуля є:
{\displaystyle v^{2}={\frac {c^{2}p^{2}}{m^{2}c^{2}+p^{2}}}\ }.
Із цих двох рівнянь можна знайти основне співвідношення, котре зв'язує масу, імпульс та енергію частинки:
{\displaystyle E^{2}=p^{2}c^{2}+m^{2}c^{4}\ }.
Очевидно, що при {\displaystyle p=0\ } ({\displaystyle v=0\ }), ми будемо мати т.з. енергію спокою:
{\displaystyle E_{0}=mc^{2}\ }.
Тут слід відзначити, що використовується термін енергія спокою, а не «маса спокою».
Кожна з відомих елементарних частинок має строго визначену масу спокою, яка є її базовою характеристикою. Існує чимало різних теорій, які намагаються пояснити, чому та чи інша частинка має саме таку масу спокою.
Існують частинки, які не мають маси спокою. Такі частинки завжди рухаються зі швидкістю світла. Природно, що до таких часток належать
кванти світла — фотони.
Питання про те, чи має масу спокою нейтрино тісно зв'язане із проблемою темної речовини у Всесвіті та із
сценаріями еволюції Всесвіту і є однією із найцікавіших загадок фізики.

## Вимірювання маси

### Методи та засоби для вимірювання

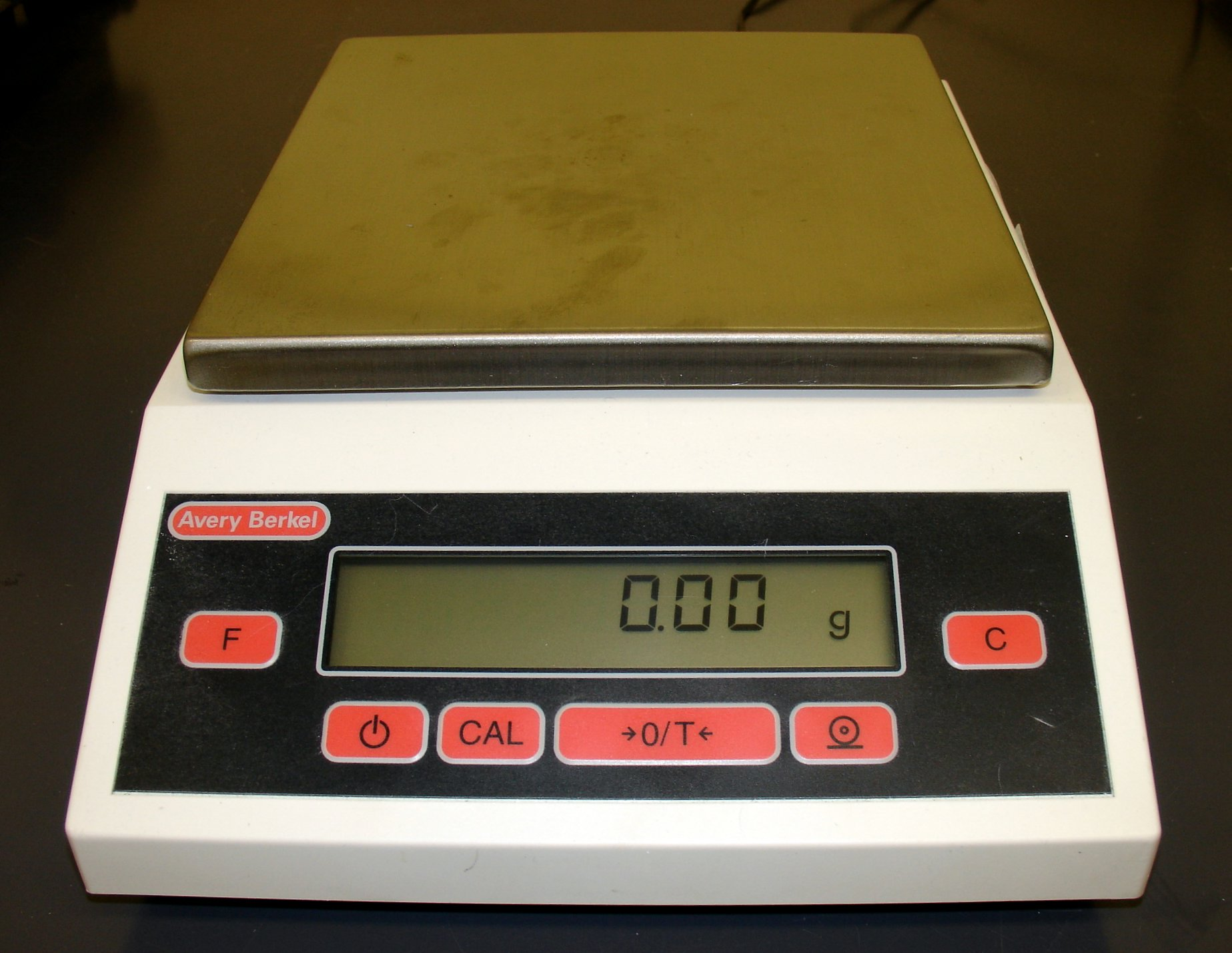
Електронна вага пружинного типу

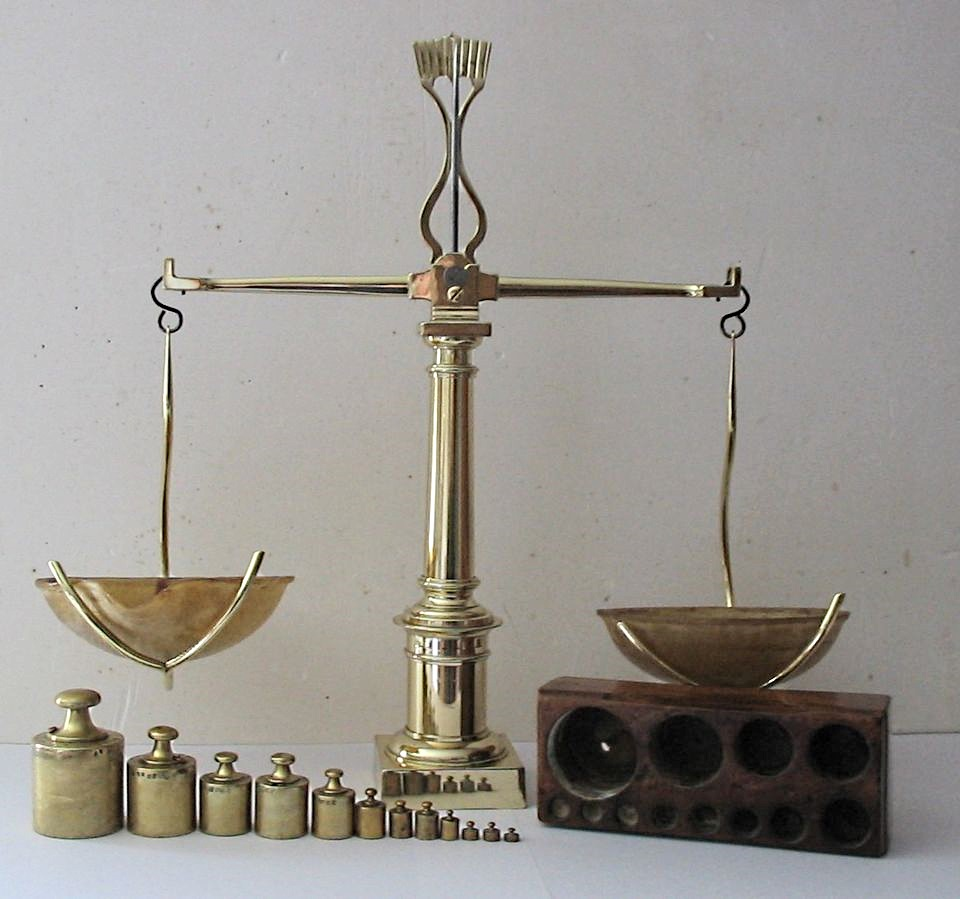
Важільна вага з набором гир (1850)

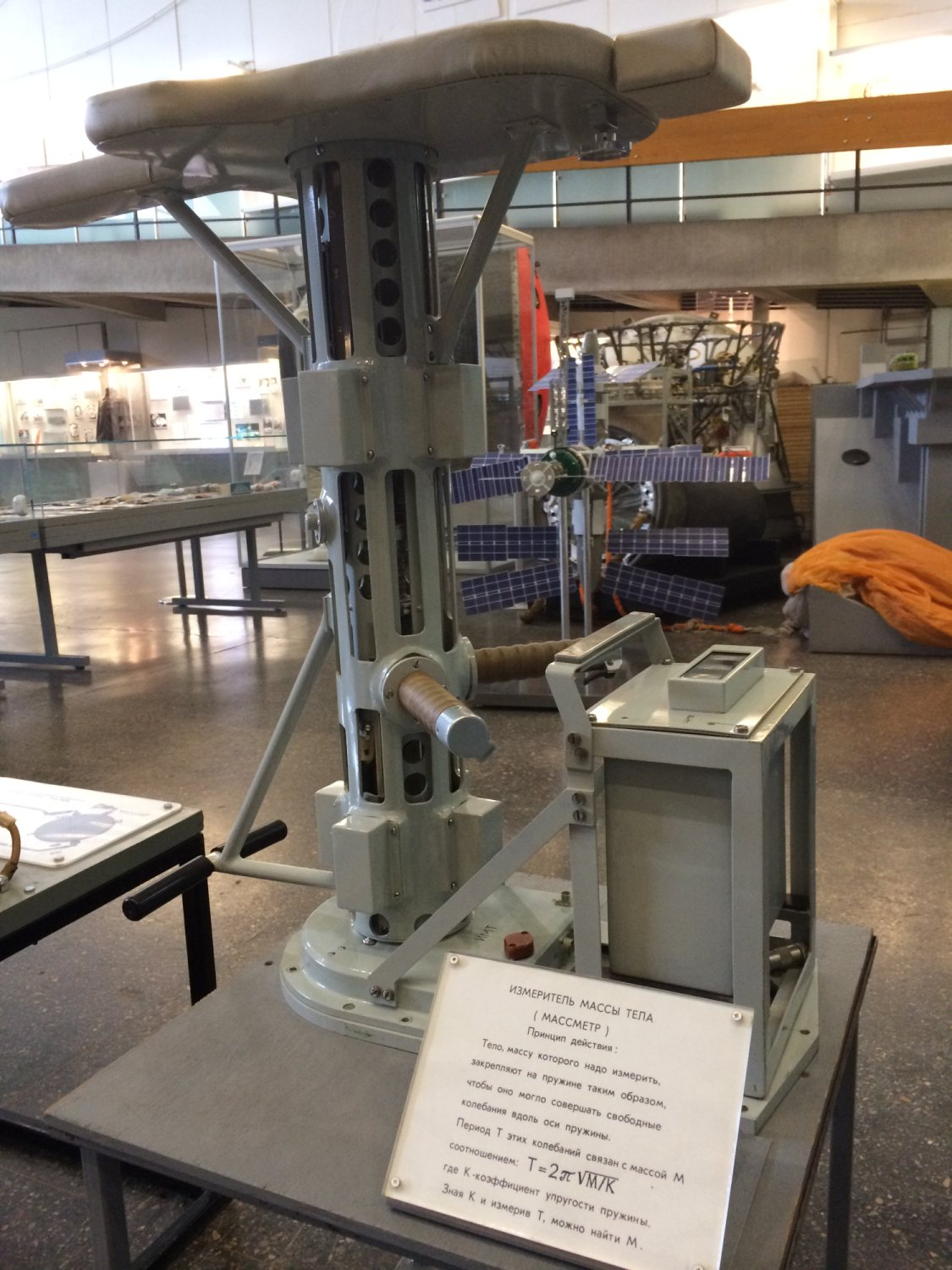
Прилад для вимірювання інертної маси у невагомості (масметр)

Більшість приладів для вимірювання маси ґрунтується на використанні принципу еквівалентності інертної і гравітаційної маси. За допомогою таких приладів, що їх називають «вагами», масу тіл визначають за їхньою вагою. В пружинних вагах вага вимірюється за ступенем деформації пружини. У важільних — вага визначається через порівняння ваги об'єкту зважування з вагою еталонів (гир) відомої маси.
Однак, у стані невагомості (скажімо, на космічних станціях) такі ваги незастосовні й використовуються інші пристрої — вимірювачі маси тіла в невагомості (масметри), дія яких ґрунтується на вимірюванні періоду вільних коливань вантажу на пружині; цей період, як відомо, залежить від маси тіла.
Маси заряджених елементарних частинок визначають за їхніми слідами у камері Вільсона. Маси короткоживучих елементарних частинок, що не залишають слідів в камері Вільсона, визначають, оцінюючи сумарну енергію продуктів їх розпаду.
Масу Землі визначають на основі закону всесвітнього тяжіння Ньютона, виходячи з відомих значень гравітаційної сталої та радіуса Землі. Масу Сонця визначають також на основі закону всесвітнього тяжіння Ньютона, виходячи з відомих значень гравітаційної сталої, відстані між Землею та Сонцем й періоду обертання Землі навколо Сонця. Маса нашої Галактики визначається, виходячи з періоду обертання околиць Сонця навколо центра Галактики та відстані до центра Галактики.
Маси найближчих подвійних зірок визначаються за відстанями між ними та періодом їхнього обертання. Якщо зірка не має супутника і належить до головної послідовності, то її масу можна визначити, виходячи з її світності або температури поверхні.

### Значення мас різних об'єктів
|                 | Маса (кг)                                               | в інших одиницях                                       |            |
| Електрон        | {\displaystyle 9{,}1\times 10^{-31}}                    | {\displaystyle 5{,}1\times 10^{5}}                     | еВ         |
| Протон          | {\displaystyle 1{,}7\times 10^{-27}}                    | {\displaystyle 9{,}4\times 10^{8}}                     | еВ         |
| Бозон Хіггса    | {\displaystyle 2{,}4\times 10^{-25}}                    | {\displaystyle 1{,}3\times 10^{11}}                    | еВ         |
| Вірус грипу     | {\displaystyle 6{,}0\times 10^{-19}}                    |                                                        |            |
| Сніжинка        | {\displaystyle 1{,}0\times 10^{-7}}                     |                                                        |            |
| Тіло людини     | {\displaystyle 80}                                      | {\displaystyle 80}                                     | кілограмів |
| Слон            | {\displaystyle 4{,}5\times 10^{3}}                      | {\displaystyle 4{,}5}                                  | тонн       |
| Кит             | {\displaystyle 1{,}5\times 10^{5}}                      | {\displaystyle 150}                                    | тонн       |
| Піраміда Хеопса | {\displaystyle 6{,}0\times 10^{9}}                      | {\displaystyle 6{,}0\times 10^{6}}                     | тонн       |
| Земля           | {\displaystyle 6{,}0\times 10^{24}}                     | {\displaystyle 1}                                      | мас Землі  |
| Юпітер          | {\displaystyle 1{,}9\times 10^{27}}                     | {\displaystyle 314}                                    | мас Землі  |
| Сонце           | {\displaystyle 2{,}0\times 10^{30}}                     | {\displaystyle 1}                                      | мас Сонця  |
| Інші зорі       | {\displaystyle 4{,}0\times 10^{28}-1{,}8\times 10^{32}} | {\displaystyle 2{,}0\times 10^{-2}-9{,}0\times 10^{1}} | мас Сонця  |
| Наша Галактика  | {\displaystyle 2{,}6\times 10^{41}}                     | {\displaystyle 1{,}3\times 10^{11}}                    | мас Сонця  |
| Інші галактики  | {\displaystyle 2{,}0\times 10^{36}-2{,}0\times 10^{43}} | {\displaystyle 10^{6}-10^{13}}                         | мас Сонця  |